# Dan Hultmark
Dan Erik Hultmark, född 29 augusti 1949, är en svensk professor emeritus i molekylärbiologi vid Umeå universitet.
Hans avlade kandidatexamen vid Göteborgs universitet 1971 och disputerade sedan 1982 vid Stockholms universitet på en avhandling om antimikrobiella peptider hos fjärilen Hyalophora cecropia. Hultmarks forskning har fokuserat på användandet av bananflugor för att förstå immunförsvarets mekanismer och han är medförfattare till över 140 forskningsrapporter som har citerats totalt över 22 000 gånger med ett h-index (2021) på 62.

## Utmärkelser
- 1996 - Göran Gustafsson-priset i molekylär biologi.[9]
- 2007 - Invald som enda svensk av 471 forskare det året i American Association for the Advancement of Science.[10]